# ミューチュアリズム (経済理論)
ミューチャリズム（英語: mutualism、相互主義）は、自由市場と用益権（占有と使用という不動産基準）に基づいた社会主義を提唱する経済理論であり、アナキズム学派の思想である。この体制には、経営を補えるだけの最低限金利で生産者に融資を行う相互信用金庫（mutual-credit bank）の設立が不可欠である。ミューチャリズムは、労働またはその製品が売却される際に、「同等の製品を生産するのに必要な労働量」を表す商品またはサービスをその対価として受け取るべきとする労働価値説に基づいている。ミューチュアリズムの起源は、哲学者のピエール・ジョゼフ・プルードンの叙述である。
ミューチュアリストは、個人が労働していないと彼らが信じているローン、投資、賃貸を通じた収入を受け取っている人の考えには同意しない。プルードンはこの種の収入に反対したが、「君主の勅令、土地の賃貸、資本の利子を禁止したり抑圧するつもりは決してなかった。これら全ての人間活動の発露は、全員にとって自由であり自主的であるべきだと私は考える。私が提案する相互主義の普遍化から自然に必然的に生じた結果を除き、それらに修正、制限、抑止を求めることはない」と表明した。それらが労働製品全体に対する労働者の権利を確保する限り、ミューチュアリストは労働製品における市場と財産を支持する。しかし、彼らは土地に対して条件付きの資格を主張しており、用途または職業が残っている限りその不動産を正当とする（プルードンはこれを「占有possession」と呼んだ）。したがって、人的財産（personal property）を主張しているものであり、私的財産（private property）ではない。
ミューチュアリズムは19世紀アメリカの個人主義的無政府主義の経済原理に似ているが、それらと似ていないのはミューチュアリズムが大企業に有利という点である。したがって、ミューチュアリズムの過去を振り返ると、時には個人主義的無政府主義の一形態だとも 、また時にはイデオロギー的に個人主義と集産主義の間に位置する形態とも見なされている。プルードン自身は「共産主義と財産の統合」として自らが追求した「自由（liberty）」だと述べている。幾人かはプルードンを個人主義的無政府主義であると考えるが

、一方で他の人たちは彼を社会的無政府主義だと見なしている
。
ミューチュアリストは国家社会主義とミューチュアリズムを区別しており、生産手段の国家管理を主張しない。ベンジャミン・タッカーはプルードンのことを「資本の所有を社会化することには反対だったにもかかわらず、プルードンはそれでも、少数を豊かにするために多くの人を貧困に陥らせる手段の代わりに、全員にとってその用途が有益になるようにして、資本所有の効果の社会化を目指した。...資本を競争の自然法則に従わせることにより、かくしてそれ自体の用途価格をコストに引き下げさせたのだ」と述べた。

## 歴史

### 起源
用語としてのミューチュアリズムには関連した様々な用法が見られる。シャルル・フーリエが1822年にフランス語で「mutualisme」という用語を最初に使用したが、これは経済システムへの言及ではなかった。ミューチュアリストという名詞の初めての使用は、1826年にアメリカのロバート・オウエン著『New-Harmony Gazette』の中で見られる。1830年代初頭に、リヨンのフランス人労働団体は自らをミューチュエリスト(Mutuellist)と称していた。

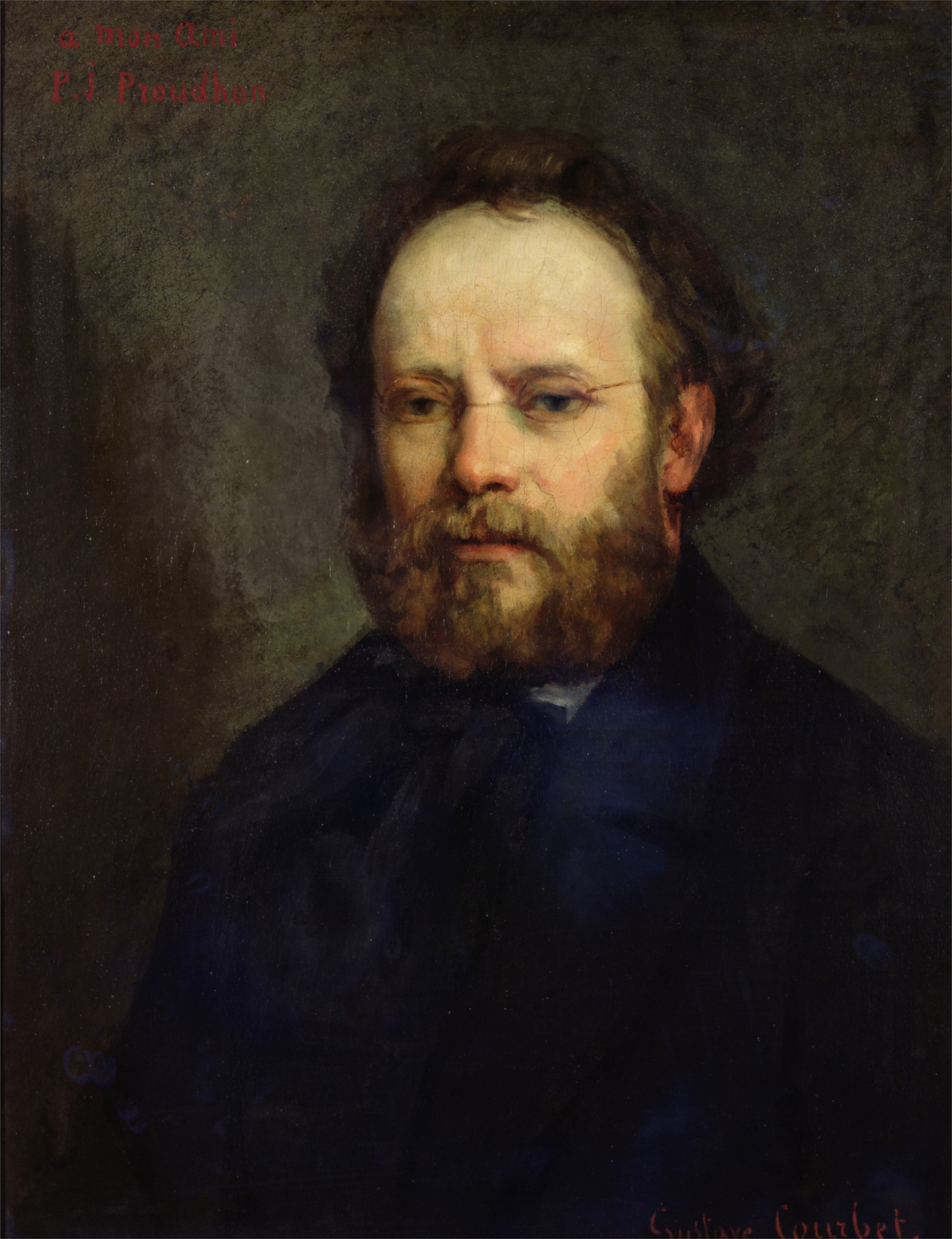
最初の無政府主義者であるピエール・ジョゼフ・プルードンはミューチュアリズムの第一提唱者であり、後年の個人主義的無政府主義や社会的無政府主義の様々な思想家に影響を与えた

ピエール・ジョセフ・プルードンはリヨンのミューチュエリスト（上述の労働団体）と関わりを持っていて、後に自分の教えを説明するためにこの名前を採用した。『What Is Mutualism?』にてクラレンス・リー・シュワルツは、「ミューチュアリズム」という単語が1832年に英国作家のジョン・グレイによって初めて使用されたようだと同用語の起源を説明している。1846年までに、プルードンは自著にてmutualitéを語っていた。遅くとも1848年には『Programme Révolutionnaire』で彼はmutuellismeという用語を使用していた。1850年、ウィリアム・バチェルダー・グリーンがミューチュアリズムという用語を使って、プルードンのものと類似する相互信用システムを説明した。1850年、米国の新聞「The Spirit of the Age」紙が、ジョシュア・キング・インガルズとアルバート・ブリスベンによるミューチュアリズムのタウンシップという提案を、プルードン、グリーン、ピエール・ルルーらの研究と共に公表した。
1848年4月、プルードンはフランスの憲法制定議会に立候補したが選出されなかった。彼は6月4日の補欠選挙で当選し、同年2月25日に共和党のルイ・ブランによって通過した法令に基づき作られた国立作業場(Ateliers nationaux)の議論で副議長を務めた。この作業場は失業者に仕事を与えるためのものだった。プルードンはそうした作業場に関して何ら熱心ではなく、それらを本質的には慈善施設で経済システムの問題を解決したことにはならないと認識していた。この作業所に生計を頼っている労働者向けの代替策が見つかるまでの間、彼はこれら作業所の取り壊しに反対した。
プルードンは1848年のフランス革命に驚かされた。彼は二月革命および「最初の共和党宣言」と彼が呼んだ新共和国の樹立に参加した。しかし、彼はジャック＝シャルル・デュポンドルールが率いる新しい臨時政府については不安を抱いていた。プルードンは1849年に完成した「社会問題の解決(Solution du problème social)」という、改革に向けた自身の見解を発表し、 その中で彼は労働者間の相互金融協力計画を提示した。彼は、これが経済関係の支配を資本家や金融家から労働者に移すことになると信じていた。彼の計画の中心は、非常に低金利で信用貸付（クレジット融資）を提供する銀行の設立と、金に基づく貨幣の代わりに流通する交換手形の発行であった。

### 19世紀米国
ミューチュアリズムは2種類の通貨改革と関連がある。 レイバー・ノート（労働貨幣）はオウエンの座談会で最初に議論され、1827年に元ニューハーモニーの会員で個人主義的無政府主義者のジョサイア・ウォーレンが経営するタイムストアで最初の実地試験を受けた。相互銀行はあらゆる富の形態の収益化と自由なクレジットの拡大を目指した。それはウィリアム・バチェルダー・グリーンと最も密接に関連しているが、グリーンはプルードン、エドワード・ケロッグ、ウィリアム・ベックの研究および土地（を担保に貸し付けを行う）銀行の伝統から思いついた。

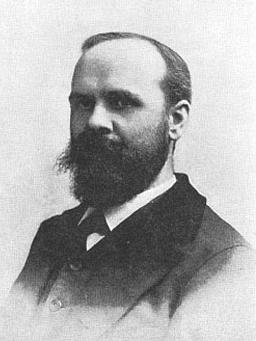
米国のベンジャミン・タッカーは、プルードンのミューチュアリズムの影響を受けた個人主義的無政府主義派の一人

ミューチュアリズムは最初の無政府状況だと見なされることが多い、というのもピエール・ジョセフ・プルードンが最初に自分自身を無政府主義者と識別したためである。 ミューチュアリズムは一般的に無政府主義と関連があるが、必ずしも無政府主義者の思想とは限らない。歴史家のウェンディ・マッカロイは、米国の個人主義的無政府主義がヨーロッパの思想家3人の重要な影響を受けたと報告している。これらの影響のうち最も重要な1人がフランスの政治哲学者ピエール・ジョセフ・プルードンで、「自由は娘ではなく秩序の母」という彼の言葉は、リバティ新聞(en)の題字に標語として登場した。リバティ新聞は影響力ある米国の個人主義的無政府主義者ベンジャミン・タッカーの出版物だった。 無政府主義の米国歴史家ユニス・ミネット・シュスターによると「プルードンの無政府主義が遅くとも1848年には米国で発見されたこと、そしてジョサイア・ウォーレンおよびステファン・パール・アンドリュースの個人主義的無政府主義との親和性が意識されていなかったことは明白だった。[中略]ウィリアム・B・グリーンは、このプルードンのミューチュアリズムを最も純粋かつ最も体系的な形で提示した。」
1850年以降、グリーンは労働改革に積極的になった。彼は、メンバーの大半がプルードンの相互銀行制度を支持するニューイングランド労働改革同盟の副会長に選出された。そして1869年にはマサチューセッツ労働組合の会長になった。彼はその後『Socialistic, Mutualistic, and Financial Fragments』(1875)を出版する。彼はミューチュアリズムを「自由と秩序」の統合と見なしていた。「アソシエーショニズムは[中略]個人主義によって阻まれる。[中略]「あなた自身の事業を心掛けよ」「あなた達が裁かれないとは判断するな」。例えば道徳的行為のような純粋に個人的な問題について個人は主権者であり、同じく彼自身の製造物についても主権者である。このため、彼は結婚において、彼女（結婚相手）自身の個人的な自由と財産につながる女性の平等権こと「相互性（ミューチュアリティ）」を要求する。」
タッカーは後に自分の経済的見解をプルードン、ウォーレン、カール・マルクスの見解と結びつけ、前者2つを支持する一方で、社会主義を諸外国から持ち込まれたものだと宣言したアメリカの反社会主義者には次のように反論した。
近代社会主義の経済原則は、アダム・スミスによって『国富論』の前半章で展開された原則からなる論理的な推論である。言うなれば、労働は価格の真の尺度である。[中略]スミスが上述の原則を公表して半世紀以上後、社会主義は彼が断念した場所のそれを拾い上げ、論理的結論に従ってそれを新しい経済哲学の基礎とした。[中略]これは国籍がそれぞれ違う3人の別々の男性によって、3つの異なる言語で独立して成し遂げられたようである。具体的には、アメリカ人のジョサイア・ウォーレン、 フランス人のピエール・J・プルードン、ドイツのユダヤ人カール・マルクスである。[中略]この興味深い3名の研究がほぼ同時進行されたということは、社会主義がまだ定まっておらず、時が熟したことでこの新たな思想学派の出現にとって有利な条件を示しているように思われる。時間的優先度に関する限り、クレジットはアメリカ人のウォーレンに由来すると思われる。これは社会主義を輸入された物として反対声明するのが大好きな民衆扇動家にとっては注目すべき事実である。

### 19世紀スペイン

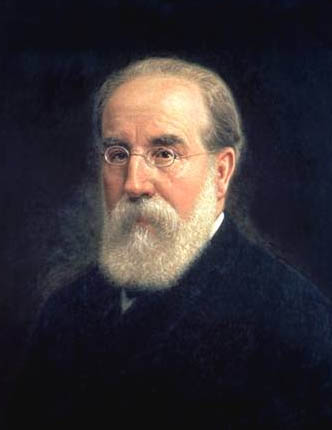
フランセスク・ピ・イ・マルガイは、スペイン共和国の短期間の大統領で、プルードン著作の主なスペイン語翻訳者である

ミューチュアリズムの思想は、19世紀スペインに肥沃な土壌を見つけた。 スペインでは、プルードンの思想に触発されたラモン・デ・ラ・サグラが1845年にア・コルーニャで無政府主義の学術誌『El Porvenir』を創刊した。カタルーニャの政治家フランセスク・ピ・イ・マルガイはプルードン作品の主要なスペイン語翻訳者になり、1873年に共和派連邦の指導者として短期間だがスペイン大統領になった。ジョージ・ウッドコックによれば、「これらの翻訳は1870年以降、スペインの無政府主義の発展に深く永続的な影響を与えることになったが、その前にプルードンの思想は、ピ・イ・マルガイによって解釈されるように、1860年代初頭に沸き起こった連邦主義運動に対して既に多くの着想を与えていた」という。ブリタニカ百科事典によると「1873年のスペイン革命の間に、ピ・イ・マルガイは分散化またはカントン主義の政治システムをプルードン思想の線上に確立しようと試みた」。ピ・イ・マルガイは、特に『La reacción y la revolución（1855年以後の反動と革命）』『Las nacionalidades（1877年以後の国家）』『La Federación（1880年以後の連邦）』といった長編作品を通じて、彼自身が熱心な理論家となった。著名な無政府組合主義者のルドルフ・ロッカーによると「スペイン人労働者の最初の運動は、スペイン連邦の指導者でプルードンの弟子であるピ・イ・マルガイの思想に強く影響された。ピ・イ・マルガイは当時の傑出した理論家の一人であり、スペインのリバタリアニズム思想の発展に大きな影響を与えた。 彼の政治思想は、リチャード・プライス （哲学者）、ジョセフ・プリーストリー、トマス・ペイン、トーマス・ジェファーソン、および他の初期のアングロアメリカにおける自由主義の代表者のそれと多くの共通点があった。 彼は国家権力を最小限に抑えて、徐々に社会主義の経済秩序に置き換えたいと考えていた」のである。

### 第一インターナショナルとパリ・コミューン
第一インターナショナルの歴史家G・M・ステクロフによると、1856年4月に「労働者の普遍的な同盟(Universal League of Workers)の設立を目的とするプルードン支持の労働者の代表団がパリから到着した。同盟の目的は労働者の社会的解放にあり、それは開催されたが、国際資本に反対する全ての土地の労働者組合によってのみ達成された。この代表団はプルードン支持団体の一つだったため、この解放はもちろん政治的手法に拠らず、純粋に経済的な手段によって、生産的かつ分配的な協同組合の基盤を通じて確保されるものとなった」。ステクロフが続けて語るには「それは1863年の選挙で、労働者の候補者が初めてブルジョワ（中産階級）の共和体制主義者に反対して選挙に出たが、彼らは票数をほとんど得られなかった。[中略]労働者階級のプルードン主義団体（彼らの中でも、後に第一インターナショナルの設立に参加したのがMuratとTolain）が有名な60年マニフェストを発行し、それは非常に穏健なトーンながらも、フランス運動の歴史の転換点を記すものとなった。長年にわたって、ブルジョワの自由主義者は1789年の革命が階級の区別を廃止したと主張してきた。60年マニフェストは階級がまだ存在していると高らかに宣言した。その階級とはブルジョワジーとプロレタリアートであった。後者には階級特有の利害があり、労働者以外には誰も擁護するだけの信頼をもらえなかった。マニフェストより引導された推論は、労働者階級の独立した候補者がいなければ駄目だという事だった」。
ステクロフにとって「プルードン主義者の彼らは当時の第一インターナショナルのフランス地区における指導者だった。彼らは国際労働者協会（第一インターナショナル）を一種の学術団体だと見なしていた。その中でプルードンの精神たる彼らは政治運動の軋轢に邪魔されることなく、問題の正しい解決のための手段を熟考することができた。そのため、フリブールはパリのプルードン支持団体（Tolainと共同で）の意見を表明して「第一インターナショナルは、平和的、憲法的、道徳的な方法によって、文明という日差しの中で労働者が正しく所属する場所の征服に向けたプロレタリアートを支援するべく、現代でこれまでになされた最大の試みであった」とその支持者層に確信させた」。ステクロフによれば、ベルギー連邦は「1872年12月に開催されたブリュッセル議会で無政府主義のインターナショナルと共に多くのことを投げかけた。[中略]ベルギー知識人の社会主義運動に参加している人々は、自然にマルクス主義の展望に反対するよう彼らを導いたプルードン主義者の考えに触発された」。
ミューチュアリズムはパリ・コミューンにも大きな影響を及ぼした。ジョージ・ウッドコックが断言するには「コミューンの活動、特に公共活動団体への顕著な貢献は様々な無政府主義派のメンバーによって成し遂げられ、そこにはミューチュアリストのクールベ、ロンゲ、ヴェルモレル、集産主義的無政府主義者のヴァルラン、マロン、レフランゲ、そしてバクーニン支持者のエリー、エリゼ・ルクリュ、ルイーズ・ミシェルなどがいた。

### 21世紀
19世紀のミューチュアリストは自分自身をリバタリアニズムの社会主義者と見なしており、今日でもそのように考えている。互助に向けて取り組む一方で、ミューチュアリストは不平等の大部分が政府の介入によって作られた優遇条件の結果だと信じており、自由市場の解決策を支持している。ミューチュアリズムは、古典派経済学と集団主義的な多様性がある社会主義との間にある中庸手法であり、両方の特徴を備えている。現代のミューチュアリスト、ケビン・カーソンはミューチュアリズムを自由市場の社会主義だと考えている。プルードンは、労働者が所有する協同会社および協同組合を支持した。「我々には選択の余地がないのでためらう必要はない。[中略]労働者間の組合を形成する必要がある[中略]それがなければ、彼らは部下と上司としての関係を保ち、そして主人と賃金労働者という自由で民主的な社会を嫌うカースト2つが続くだろう」、だから「封建制に逆戻りする痛みに立って、全てのメンバーに平等な条件で、民主的な社会を形成することが労働者には必要になる」。彼の著書『Studies in Mutualist Political Economy（相互主義政治経済学の研究）』の序論で、カーソンはこの研究を「個人主義的無政府主義の政治経済を復活させて過去100年間の有益な発展を取り入れ、21世紀の諸問題に関連させる試み」と説明している。
現代のミューチュアリストは、左派リバタリアニズム同盟と自発的互助運動に関与している人々の中にいる。中でも著名なケビン・カーソンは、資本主義が「封建制と同じくらい大規模な強盗行為」に基づいており国家が無くては資本主義は存在できない、との見解を抱いている。彼が言うには「資本主義と自由市場を区別するのは国家介入である」。カーソンは理想化された意味での資本主義を定義しておらず、彼が資本主義について話す時は、実際に存在する資本主義と呼ぶものに言及していると彼は語っている。彼はレッセフェールな資本主義（自由放任資本主義）という用語が形容矛盾だと考えており、なぜなら資本主義は「税、高利、地主制度、関税の要素を取り入れた社会の組織であり、したがって自由市場を例示するふりをしつつそれを拒否している」と彼は主張する。しかしながら彼は自由放任資本主義という用語を使用しており、その件についてカーソンはこの用語の古い定義を復活させるため意図的に選んだと言っている。ただし、ミューチュアリストを含め多くの無政府主義者はその用語を古い定義で考えずに自由放任資本主義という用語を使い続けている。
カーソンは、富の階級ヒエラルキーへの集中化がその独占したお金を使う事で、企業に特許と助成金を付与したり、差別的な課税を導入したり、国際市場進出をするために軍事介入をする等、支配階級を保護する国家介入の原因になると主張する。カーソンの論文では真正な自由市場経済は資本主義にならない、というのも労働力を所有権から切り離したり労働力を資本に従属させることは不可能で、フリーランサーとして働く、公正な賃金で働く、協同組合に参加する、起業家になる、の中から人々が簡単に選択できる階級のない社会をもたらすからである。先人のベンジャミン・タッカーがしたように、ミューチュアリズムの自由市場システムは、特に土地と知的財産に関して、資本主義が根拠とするものとは著しく異なる財産権を含むであろうと彼は指摘している。

## 理論
ミューチュアリズムの主な側面は、生産者の自由なアソシエーション、互恵主義、漸進主義と二重権力である。ミューチュアリズムは反資本主義の自由市場を提唱していると支持者によってしばしば説明される。資本主義に関連する経済問題の大半は、それぞれコスト原則の違反かまたはジョサイア・ウォーレンが言い換えたように価格限界のコスト違反だと、ミューチュアリストは主張する。
それは1776年にアダム・スミスにより一般化された労働価値説に触発された（プルードンは感化としてスミスに言及した）ものである。労働価値説は、物の実際の価格（または真のコスト）とはそれを生産するために請け負った労働量である、という考え方である。
ウォーレンの用語において、コストとは価格の制限であり、コストは商品またはサービスを生産するために必要な労働量を指す。 商品を販売する人は誰であれ、これらの商品を取得するのに自身のコスト以上のものを請求するべきである。

### 契約と連合
ミューチュアリズムは、契約のシステムを使って生産者がコスト価値で商品を交換するべきだという考え方である。初期のプルードンのコスト価値の定義は労働時間の値に関する一定の推量に基づくものだったが、後に彼はコスト価値を再定義して、労働の激しさや関連する仕事の性質など他の要因を含めた。彼はまた、契約の概念を連合という広い概念に拡張した。プルードンは次のように主張した。
私は、請負業者が産業誕生時にそれ以後職人になった同業者達と平等に交渉しているのを目撃した。実際、この元々の平等は、主人の有利な地位と賃金労働者の従属的な地位を介して消滅する運命であったことは明白である。法律はいたずらに企業の権利を保証していない。[中略]権力層が自らを発展させ、その基盤を拡大し、資本で自らを安定させ、大勢のパトロン（支持者）を囲う余裕がある場合、一人の職人がそれほど優れた権力に対抗して何ができるというのか？

### 漸進主義と二重権力
二重権力は、現代社会にすでに存在する制度に代わる制度を構築するプロセスである。元来はプルードンによって理論化されたもので、自治主義やアゴリズム (agorism) といった多くの反国家運動に採用されている。プルードンはそれを次のように説明した。
政府機構の下、政治制度の陰で、政治家や司祭の目に触れない所で、社会はゆっくりと静かに独自の有機体（組織）を生み出している。そして新しい秩序、社会の活力と自律性の表出を構築する。
プルードンによって理論化された二重権力とウラジーミル・レーニンによって普及した二重権力とを混同してはならない。そちらは革命を起こした実体が完全に相手を上回れるほど旧政治機関の力が十分に弱まるまで、革命実体が旧政治機関の構造を意図的に維持するという、より具体的なシナリオを指す（詳細は四月テーゼ#概要を参照)。ミューチュアリストとアゴリストによって導入される二重権力は代替機関自体の開発である。

### 自由なアソシエーション
ミューチュアリストは、強制力の有機的な組み合わせがある場合にだけアソシエーションが必要だと主張する。たとえば、統一された製品を完成させるために専門性を必要とする操作や個々の任務を実行する多くの異なる作業者を必要とする運営、つまり工場である。この状況で、労働者は本質的にお互い依存している。そしてアソシエーションがなければ、彼らは部下と上司、主人と賃金奴隷としての関係である。
専門特化した作業者の助けなしに個人で実行できる運営は、アソシエーションを必要としない。 プルードンは、農夫は社会形態を必要とせず、賃貸料の廃止、クラブ購入などの連帯を目的とする似非アソシエーションだけを必要とすると主張した。 彼らの仕事は本質的に主権と自由であることを彼は認識していた。 望ましいアソシエーションについて述べる際、プルードンは次のように語った。

生産に多大な分業が必要となる場合は、作業者同士のアソシエーションを形成する必要があり[中略]それなしでは、彼らは部下や上司として孤立したままで、自由かつ民主的な社会では忌み嫌われる主人と賃金労働者という2つの産業カーストが結果として生じるだろう。しかし、製品が個人または家族の行動によって入手できる場合[中略]アソシエーションの機会はない。
プルードンにとって、ミューチュアリズムとは職場が「民主的に組織された労働者組合に引き継がれる」場合のシステム、いわば産業民主主義の創造を巻き込むもので「[中略]我々が望むのはこれらのアソシエーションが農業、産業、貿易のモデルとなり、民主社会共和国という共通の布に織り込まれた広大な企業連合および社会の先駆的な中核になること」だという。彼は「封建制に逆戻りする痛みの上に、全てのメンバーに平等な条件で、民主的な社会に自らを形成することを労働者に」促した。これが結果的に「資本主義的かつ専有的な搾取がどこでも停止され、賃金システムが廃止され、平等で正当な交換が保証される」ようになる。労働者はもはや資本家に労働を売るのではなく、協同アソシエーションの中で自分自身のために働くことになるのである。
ロバート・グラハムが指摘するように「プルードンの市場社会主義は、彼の産業民主主義と労働者の自己管理の概念と不可分につながっている」。K・スティーブン・ヴィンセントは、このプルードンの思考側面の深い分析にて「プルードンは一貫して経済の管理と方針を労働者に戻そうという産業民主主義のプログラムを進めた」と述べる。 プルードンにとって「労働者の強力なアソシエーションとは[中略]日々を基本に企業がどのように指示、運営を行っていくべきかを労働者が選挙によって共同決定できるようになる」ものをいう 。

### 相互信用
ミューチュアリストは、自由信用のシステムを確立するために自由銀行制が市民側に取り戻されるべきだと主張する。資本家には生産手段の独占権があり、地主には土地の独占権があるように、銀行は信用の独占権を持っていると彼らは主張する。銀行は本質的に、実際のところ彼らのものではない（顧客から預かった）預金を貸し出して差額に利子を課すことで、お金を生み出している。民主的に運営される相互銀行または信用組合を設立することで、銀行家の利益ではなく参加者の利益のためにお金が生み出されるような無条件信用(free credit)を発行することが可能だろうとミューチュアリストは主張する。ピエール・ジョゼフ・プルードン、ウィリアム・B・グリーン、ライサンダー・スプーナーなどの個人主義的無政府主義者は相互銀行に関する詳細な見解で有名である。相互信用の幾つかの近代形態としては、LETSやリップル通貨のプロジェクトがある。
フランス議会の会合で、プルードンは相互銀行制度に資金を供給するために政府が課した所得税（一部の税率区分は33.3%や50%に達するほど高い）を提案したものの、これは同議会によって否決された。自身の銀行に資金供給してもらうべくプルードンが提案したこの所得税は、賃料、利子、負債、および給与に課されることになった。具体的には、プルードンの提案した法律では、全ての資本家と株主が収入の1/6を店子と債務者に支払い、別の1/6を国庫に支払って銀行に資金供給することを求めていた。
この手法はフレデリック・バスティアを含む議会の他の人々から猛反対された。所得税拒否の理由は、それが結果的に経済的破滅を引き起こすことや「財産権」に違反するというものだった。バスティアとの議論の中で、一旦プルードンは1％の自主税で国立銀行に資金提供することを提案した。またプルードンは全ての税金廃止も主張した。

### 財産
ピエール・ジョセフ・プルードンは、財産の性質に関する思考を明言した最も有名な哲学者の一人だった。 彼は「財産とは窃盗である (property is theft) 」と主張したことで知られるが、「財産は自由(liberty)である」や「財産は不可能(impossible)である」という主張に関してはあまり知られていない。コリン・ワードによると、プルードンはこれらの標語の間に矛盾を見なかった。 これは、単一ラベルに束縛されることの多い財産形態を、プルードンは異なる2つの形態になると考えたもので区別したためである。ミューチュアリストにとって、これは強制によって作られた財産と労働によって作られた財産の区別である。財産は「その所有権が征服または搾取に由来する地主や資本家に関連するもので、国家、財産法、警察、軍隊を通じてのみ維持される場合」に窃盗である。財産は「家屋、耕作する（かもしれない）土地、貿易の道具に自然権を有する農夫または職人の家族」にとっては自由であり、その栽培の成果である。しかし所有権や土地管理や他人の生活に対してではない。前者は違法な財産と見なされ、後者は正当な財産と見なされる。労働の産物たる財産が自由にとって不可欠である一方、所有（「占有と使用」）から外れた財産は独裁制の基礎となり社会に自滅をもたらす、とプルードンは主張した。破壊的な強制力および違法な制度としての権利財産の概念は、プルードンによる以下の引用のように見なすことができる。

私たちが自由、平等、安全のために結びつく場合、財産利益のために結びついてはいない。財産が自然権である場合、この自然権は社会的ではなく反社会的である。財産と社会はまったく相容れない制度である。 2つの所有者を結び付けるのは、2つの磁石を反発する極で繋ぐのと同じくらい不可能である。社会は滅亡するか財産を破壊しなければならない。財産が生得で、絶対で、規定不可能、譲渡不可能な権利である場合、なぜ全ての年代でその起源に関して多くの憶測があったのか？これが際立った特徴の1つである。自然権の起源！ おお神よ！ これまでに誰が自由、安全、平等の権利の起源について尋ねただろうか？
『What Is Mutualism』の中でクラレンス・リー・スワーツは次のように述べている。

したがって、ミューチュアリストの目的の1つは、人々に自由への感謝と欲望を目覚めさせるだけにとどまらず、非侵害的な人間の活動に現在課されている法的制限を廃止し、純粋に任意の団体を通じて、特権の強要および集中した資本の権力から私たち全員を解放するような措置を講じる決定を彼らに喚起することにある。
スワーツはまた、私有財産の支持ではミューチュアリズムが無政府共産主義や他の集団主義哲学と異なると述べて、「個人の自由に関する改革運動の試練の一つがこれである。その運動は私有財産を禁止または廃止するのか？ もしそうであるなら、それは自由の敵である。自由の最も重要な基準の1つは、労働者の産物における私有財産に対する権利である。国家社会主義者、共産主義者、労働組合主義者、無政府共産主義者は私有財産を否定する」と主張している。しかし、私有財産を持つ社会は人々の間で国家主義的な関係をもたらすとプルードンは警告して、次のように主張した。

購入者は境界線を引き、自らをフェンスで囲んで「これは私のものです。それぞれが自分によるもので、それぞれが自分のためにあるものです」と宣言する。その時ここにある一区画の土地は、以後その所有者と友人を除いて、誰にも踏み込む権利が無くなる。これは所有者とその従者を除いて、誰の利益にもなりえない。これらを増やせば、やがて人々には（中略）休息場所も、避難所も、耕す場所もなくなるだろう。人々は土地所有者のドアで、すなわち所有者の生得権だった財産の端で、飢え死にする。そして、所有者は彼らが死ぬのを見て「怠け者と浮浪者を滅ぼそう」と叫ぶであろう。
資本主義の私有財産支持者とは異なり、プルードンは平等を強調した。 彼は、全労働者が財産を所有して資本にアクセスできるべきだと考え、全ての協同組合で「組合に雇用されている全労働者は、会社の財産に未分割の分け前を持たねばならない」と強調した。 異なる種類の財産間でプルードンが行った区別は、後の無政府主義と社会主義の理論家数名によって、私有財産（私的所有権）と個人財産（人的財産・動産）の最初の区別の1つとして明確にされた。後者はそれを所有する個人に直接の使用価値がある。

## 批判

### 無政府主義の批判
ヨーロッパでは、プルードンの現代批評家は初期の自由意志共産主義者ジョセフ・デジャックであり、彼はニューヨーク在住時の1858年6月9日から1861年2月4日に定期刊行物『Le Libertaire, Journal du Mouvement Social 』（リバタリアン、社会運動の学術誌）で彼の著書『L'Humanisphère、Utopie anarchique』（ヒューマニスフィア、無政府主義の理想郷）の連載をやり遂げた。プルードンとは意見が異なり対立して「労働者が権利を有するのは労働の産物ではなく、その性質が何であれ、当人の要求を満足させるためだ」と彼は主張した。そのプルードン批判において、デジャックはリバタリアンという単語をも作り、プルードンは単なる自由主義（リベラル）の穏健派であり、あらゆる形の権威と財産を放棄することによって「端的かつ完全な無政府主義者」になることを示唆している、と論じた。それ以来、リバタリアンという言葉は労働の産物や生産手段における財産とともに私的および公的なヒエラルキーを拒否するこの一貫した無政府主義を説明するのに使用されている。リバタリアニズムは、無政府主義および自由意志社会主義(libertarian socialism)の同義語として頻繁に使用されている。
無政府共産主義者とミューチュアリストの間にある不一致な領域の一つは、プルードンの主張した 商品やサービス市場または人工市場のほか、労働を個人に補償する労働証明券(Labour voucher)の提唱から生じている。ピョートル・クロポトキンは、他の無政府共産主義者と同じく、労働報酬の廃止を提唱して「この労働紙幣（レイバー・ノート）という賃金の新形態は、家、畑、工場がもはや私有財産ではなく自治体や国に属すると認める人々からどうやって認可を受けるのか？」と疑問を呈した。ジョージ・ウッドコックによると、クロポトキンはいかなる形態の賃金システムであれ「労働小切手を介して人民銀行または労働者組合によって管理され」てもされなくとも、それは強制の一形態であると確信していた。
集産主義的無政府主義者のミハイル・バクーニンもまたプルードンのミューチュアリズムの徹底した批評家で、「 ジャン・ジャック・ルソー派の個人主義者の思想と、互いに完全に独立した個人の自由契約の結果として社会を考えた上で人間同士で作られた慣例だけのために相互関係に至るというプルードン派のミューチュアリストの思想はなんと馬鹿げているのだろう。あたかもこれらの人間達が空から落ちて、発言、意志、独創的な思考を彼らにもたらしているようで、まるで彼らが地球のエイリアンみたいな何か、つまり社会的起源を持っている何かのようだ」と述べている。

### 資本主義支持の批判
資本主義市場を支持する分野からの批判も同様にありふれたものである。一部の評論家は、彼らが混合経済と呼ぶ歴史的または実際に存在する経済協定に関して資本主義という用語を使うことに反対している。 彼らは、純然たる自由市場の抽象的な理想ないし将来の可能性に対してこの用語を拝借している。この種の自由市場資本主義は、その実践詳細において現代の共産主義者ケビン・カーソンの自由市場反資本主義に密接に従う可能性がある（ただし、労働を介して転用した土地または自分が使用しない時に保護するために購入した土地を保護する個人権利をカーソンが認めていない点を除く）。他のミューチュアリストと同じく、カーソンは占有および何らかの正当な管理を維持するための規範として使用することだけは認めている。その結果、オーストリア学派の経済学者で客観主義者のジョージ・レイズマンは、労働が混じっていて仮にたまたま自分が使っていない土地を保護する個人の権利を認めない場合、ミューチュアリストは搾取を支持してしまうと非難する。レイズマンはそのような土地の押収を労働生産物の窃盗と見なして「ミューチュアリズムは、労働の搾取すなわちその生産物のいかなる部分の窃盗にも反対する、と主張している。しかし、土地と組み合わさった労働になる場合、率直なところ搾取者の側には目が届かなくなる」と述べている。
これは資本主義とミューチュアリズムの間で財産権の概念が異なるためであり、後者は資本、生産手段、天然資源への自由なアクセスを支持し、平等なアクセスの自由がなければ、土地と産業の永続的な私的所有は独占を引き起こすと主張する。そして資本主義の私有財産を持つ社会は、必然的に人々の間で国家主義的な関係をもたらすと主張する。ミューチュアリストにとって、占有と使用は「土地の所有権を確立するための唯一の正当な基準」である。 カーソンによると「既存の所有者は販売または贈与で所有権を譲渡できるが、新しい所有者は自身の占有と使用によってのみ土地に正当な所有権を設定することになる。占有の変更は所有権の変更に相当する。（その場所にいない）不在地主の家賃や、不在地主による空き地からの家産所有者の排除は、いずれもミューチュアリストから非合法と見なされる。実際の現住者がその土地区画の所有者と見なされ、自称家主が家賃を徴収しようとする試みは何であれ、所有者の絶対的な財産権への暴力的侵犯と考えられている。